# Castilleja haitiensis
Castilleja haitiensis là loài thực vật có hoa thuộc họ Cỏ chổi. Loài này được Urb. & Ekman mô tả khoa học đầu tiên năm 1931.